# Promontorium (anatomia)

Promontorium (górny brzeg trzonu pierwszego kręgu krzyżowego) zaznaczone na czerwono.

Promontorium, wzgórek (łac. promontorium) – w anatomii człowieka uwypuklenie kręgosłupa wewnątrz miednicy. Stanowią go granice V kręgu lędźwiowego i kości krzyżowej wraz z wpuklającym się ku przodowi brzegiem położonego między nimi krążka międzykręgowego. Może występować podwójnie w przypadku obustronnej sakralizacji (przyłączenia ostatniego kręgu lędźwiowego do kości krzyżowej). U kobiet jest bardziej płaski niż u mężczyzn. Jest jednym z istotnych punktów pomiarowych miednicy w położnictwie.